# Cyprinella alvarezdelvillari
Cyprinella alvarezdelvillari är en fiskart som beskrevs av Contreras-balderas och Lozano-vilano, 1994. Cyprinella alvarezdelvillari ingår i släktet Cyprinella och familjen karpfiskar. IUCN kategoriserar arten globalt som akut hotad. Inga underarter finns listade i Catalogue of Life.